# Stéphane Beauverger
Pour les articles homonymes, voir Beauverger.
Œuvres principales
- Le Déchronologue

Stéphane Beauverger, né le 29 juin 1969 à Morlaix, est un scénariste et écrivain de science-fiction français.

## Biographie
Stéphane Beauverger est journaliste de formation. Lors de ses études dans une école de journalisme à Bordeaux, un de ses professeurs, le scénariste de BD Pierre Christin, l'encourage à poursuivre dans la voie de l'écriture. En mars 1996, il devient scénariste professionnel dans l'industrie du jeu vidéo, où il est notamment employé par Ubisoft et Blizzard. Son premier roman publié en avril 2005 par les éditions La Volte s'intitule Chromozone. Il participe également comme scénariste aux bandes dessinées Necrolympia(Panini, 2005) et Quartier M, publié en 2007 chez Dupuis. Inspiré par le roman d'aventures maritimes, il se consacre pendant deux ans à la rédaction du Déchronologue. L'ouvrage sorti en 2009 remporte de nombreux prix.

## Œuvres

### Le Déchronologue
Sorti en 2009, ce roman a été récompensé du grand prix de l'Imaginaire 2010, du prix européen Utopiales des pays de la Loire 2009, du Nouveau Grand Prix de la science-fiction française 2009, du Prix Bob-Morane 2010, et du Prix Imaginales des Lycéens 2012.
Le Déchronologue, qui se déroule au XVIIe siècle dans la Mer des Caraïbes, mêle récit d'aventures maritimes et science-fiction. Il met en scène le capitaine Henri Villon et son équipage de pirates qui font face à un phénomène de failles temporelles.

### Le Cycle du Chromozone
1. Chromozone
2. Les Noctivores
3. La Cité nymphale

### Collisions par temps calme
En 2021, aux éditions La Volte.

« Stéphane Beauverger, auteur du Déchronologue (2009), s’y interroge sur l’harmonie sociale et les intelligences artificielles. Dans un monde apaisé, car géré par une IA nommée Simri, un ingénieur, Sylas, vit sur une île bretonne, en accord avec la nature, ses voisins, lui-même. Ce bonheur n’est pourtant pas offert à tous : sa sœur, Calie, veut échapper à Simri et devenir une A-Citoyenne, une sauvage vivant loin de la société. Un choix admis par Simri, mais qui n’autorise pas de retour, et auquel Sylas s’oppose. »

— Hubert Prolongeau, Télérama 

### Jeux vidéo
En 2009, il participe à la conception du scénario initial de Remember Me (anciennement Adrift), un jeu d'action-aventure en développement depuis plusieurs années par le studio Dontnod Entertainment, dont il prend en charge le développement final à la suite d'Alain Damasio.
Il est également directeur narratif sur d'autres jeux du studio Dontnod Entertainment: Vampyr, sorti au printemps 2018, Tell Me Why, sorti à l'été 2020, et Banishers: Ghosts of New Eden, sorti au printemps 2024. Il quitte l'entreprise en février 2024, après 15 ans en son sein.